# Billie Jenkins
 (août 2022).
Si vous disposez d'ouvrages ou d'articles de référence ou si vous connaissez des sites web de qualité traitant du thème abordé ici, merci de compléter l'article en donnant les références utiles à sa vérifiabilité et en les liant à la section « Notes et références ».
 (août 2022).
La mise en forme du texte ne suit pas les recommandations de Wikipédia : il faut le « wikifier ».
Les points d'amélioration suivants sont les cas les plus fréquents. Le détail des points à revoir est peut-être précisé sur la page de discussion.
- Les titres sont pré-formatés par le logiciel. Ils ne sont ni en capitales, ni en gras.
- Le texte ne doit pas être écrit en capitales (les noms de famille non plus), ni en gras, ni en italique, ni en « petit »…
- Le gras n'est utilisé que pour surligner le titre de l'article dans l'introduction, une seule fois.
- L'italique est rarement utilisé : mots en langue étrangère, titres d'œuvres, noms de bateaux, etc.
- Les citations ne sont pas en italique mais en corps de texte normal. Elles sont entourées par des guillemets français : « et ».
- Les listes à puces sont à éviter, des paragraphes rédigés étant largement préférés. Les tableaux sont à réserver à la présentation de données structurées (résultats, etc.).
- Les appels de note de bas de page (petits chiffres en exposant, introduits par l'outil «  Source ») sont à placer entre la fin de phrase et le point final[comme ça].
- Les liens internes (vers d'autres articles de Wikipédia) sont à choisir avec parcimonie. Créez des liens vers des articles approfondissant le sujet. Les termes génériques sans rapport avec le sujet sont à éviter, ainsi que les répétitions de liens vers un même terme.
- Les liens externes sont à placer uniquement dans une section « Liens externes », à la fin de l'article. Ces liens sont à choisir avec parcimonie suivant les règles définies. Si un lien sert de source à l'article, son insertion dans le texte est à faire par les notes de bas de page.
- La présentation des références doit suivre les conventions bibliographiques. Il est recommandé d'utiliser les modèles {{Ouvrage}}, {{Chapitre}}, {{Article}}, {{Lien web}} et/ou {{Bibliographie}}. Le mode d'édition visuel peut mettre en forme automatiquement les références.
- Insérer une infobox (cadre d'informations à droite) n'est pas obligatoire pour parachever la mise en page.

Pour une aide détaillée, merci de consulter Aide:Wikification.
Si vous pensez que ces points ont été résolus, vous pouvez retirer ce bandeau et améliorer la mise en forme d'un autre article.
Pour les articles homonymes, voir Jenkins.
Billie Jenkins est un personnage de fiction de la série télévisée Charmed, interprété par Kaley Cuoco.

## Personnage
Billie est une étudiante qui s'installe sur le campus de l'université de San Francisco. 
On ne sait pas si ses pouvoirs de sorcière se sont révélés avant ou après son arrivée, mais il n'en reste pas moins que Billie s'est lancée rapidement à la chasse aux démons, en arpentant les rues, déguisée sous une perruque et une tenue en cuir noir. 
Et c'est peu de temps après ses débuts de chasseuse de démons que Billie rencontre pour la première fois Paige, sous une autre apparence. Le destin de Billie se met en place et la jeune sorcière va apprendre les rudiments de la magie avec les sœurs.
A la fin de la saison 8, Billie se range définitivement du côté des sœurs Halliwell comprenant que la Triade et Dumain sont les vrais méchants. Après leur mort dans la bataille finale, elle tente de convaincre Christy d'abandonner sa vengeance. Mais cette dernière, dans un acte de rage et aveuglée par les mensonges de la Triade, lance une boule de feu sur les sœurs Halliwell et Billie. Billie n'a d'autre choix que de la renvoyer en légitime défense causant à Christy d'être pulvérisée, Billie est anéantie par la mort de Christy et les sœurs Halliwell la consolent. Dans l'épilogue, on apprend que Billie vit avec Phoebe et Coop ainsi que de leurs trois filles, (la troisième étant à naître), étant définitivement un membre de la famille Halliwell.

Elle apparaît tout d'abord dans le premier épisode de la saison 8 Une nouvelle vie. Dans cet épisode, les trois sœurs qui sont présumées mortes commencent une vie normale mais Paige ne résiste pas à l'appel des innocents et surtout de Billie, cette apprentie-sorcière qui l'appelle sans s'en apercevoir. 
Avec le temps, Billie devient une membre de la famille Halliwell. Elle emménage dans le manoir familial et y vit avec Piper, Leo, Wyatt et Chris.

## Pouvoirs de sorcière
Pouvoirs de base (possédés par toutes) :
- Lancer des sorts : La capacité de jeter des sorts pour vaincre les démons ainsi que des formules pour des invocations.  
- Élaboration de Potions : La capacité de confectionner des potions.   
- Divination : La capacité de localiser une personne ou un objet par l'utilisation d'un cristal de divination et d'une carte. 
Pouvoirs actifs
- Télékinésie : La capacité de déplacer des objets et des êtres par la puissance de l'esprit. Ce pouvoir peut être canalisé à travers les yeux ou les mains. Billie a apparemment appris à maîtriser cette puissance rapidement, étant donné qu'elle l'a utilisé pour améliorer ses talents naturels d'arts martiaux et pour qu'elle puisse effectuer des flips et autres manœuvres défiant la gravité. Le pouvoir de Télékinésie permet à Billie de détourner les attaques magiques comme des boules de feu ou d'énergie.
- Projection Mentale : La capacité de manipuler la réalité. Il est canalisé à travers l'esprit de la sorcière et réagit au début en fonction de ses émotions. Pour utiliser ce pouvoir, Billie a besoin d'une grande concentration. Le pouvoir de Projection Mentale est probablement l'un des pouvoirs les plus puissants qui puisse exister. Avec ce don, Billie peut drainer la vie des êtres vivants, changer l'état d'esprit des personnes ou démons comme elle l'a fait lorsqu'elle a arrêté les sœurs Halliwell qui essayaient de la tuer (Cf. Le Sceptre Du Zodiaque, Épisode 14 Saison 8). Billie peut aussi transformer la réalité et la matière en quelque chose d'autre. Elle peut aussi créer des projections astrales de son corps ou de quelqu'un d'autre, redonner vie à des plantes, renforcer les pouvoirs des êtres ou objets magiques, voyager dans le temps en se projetant dans un endroit dans le temps.